# بارا آنی
بارا آنی (به لاتین: Bara Ani) یک منطقهٔ مسکونی در بنگلادش است که در ناحیه چاندپور واقع شده‌است.